# Round the bend
Round the Bend (slobodno prevedeno kao Krug oko zavoja) je britanska igrano-animirana dječja humoristična serija iz 1988. koja je igrala 3 sezone prije nego što je navodno ukinuta zbog primjedbi aktivistice Mary Whitehouse da je politički nekorektna.

## Ekipa
Režija: John Henderson
Glasovi: Jon Glover (Doc Croc), Jonathan Kydd (Vince Vermin), Kate Robbins (Jemimah Wellington-Green) i drugi.

## Radnja
Serija nema prave radnje - njen koncept je u formatu showa. U igranom dijelu, koji je sastavljen od lutaka, u kanalizaciji živi krokodil Doc Croc koji gledateljima drži uvodnu riječ i predstavlja emisiju, agirajući kao voditelj. Njegovi pomoćnici su 3 štakora; Luchetti Bruchetti koji stalno slika loše slike, Vince Vermin koji stalno priča loše šale, te ženski štakor Jemimah koja stalno neuspješno pokušava kroz kanalizaciju otići u zahod neke slavne ličnosti ne bi li dobila intervju. Tijekom trajanja emisija je emitirala i kratke animirane segmente koji su bili parodije nekih popularnih emisija i filmova, kao što su "He-Man", "Thundercats", "Care Bears", "Transformers", "Rambo", "James Bond" i druge.

## Zanimljivosti
- U 3 glazbena spota nastupili su glazbenici-lutke Michael Jackdung, Kylie Manure i Jason Dungovan, koji su parodije glazbenika kao što su Michael Jackson, Kylie Minogue i Jason Donovan.
- Segment "Povrće" je parodija na australsku seriju "Susjedi".
- Animirani junak He-Man je u parodiji prozvan Wee-Man.
- Thunderpants, parodija u emisiji koja je izrugivala animiranu seriju "Thundercats", je istodobno i naziv igranog dječjeg filma snimljenog 2002.

## Kritika
Round the Bend je jedna od izgubljenih TV emisija koja i danas ima velik broj poklonika. Iako se radi o dječjoj seriji, njen humor je vrlo subverzivan, zabavan i groteskan, vrlo blizak emisiji "Monty Python". Emisija se ruga i parodira druge dječje serije (u segmentu "Tommyeve čarobne hlače" dječak može putovati kroz vrijeme kada skine svoje hlače) i emisije ( "Star Trek" ) te i danas ima šarma, makar ne djeluje jednako svježe.

## Vanjske poveznice
- Round the Bend u internetskoj bazi filmova IMDb-a
- Unofficial fan page
- Isječak iz epizode na youtube.com